# Maucourt (Somme)
Maucourt és un municipi francès situat al departament del Somme i a la regió dels Alts de França. L'any 2007 tenia 150 habitants.

## Demografia

### Població

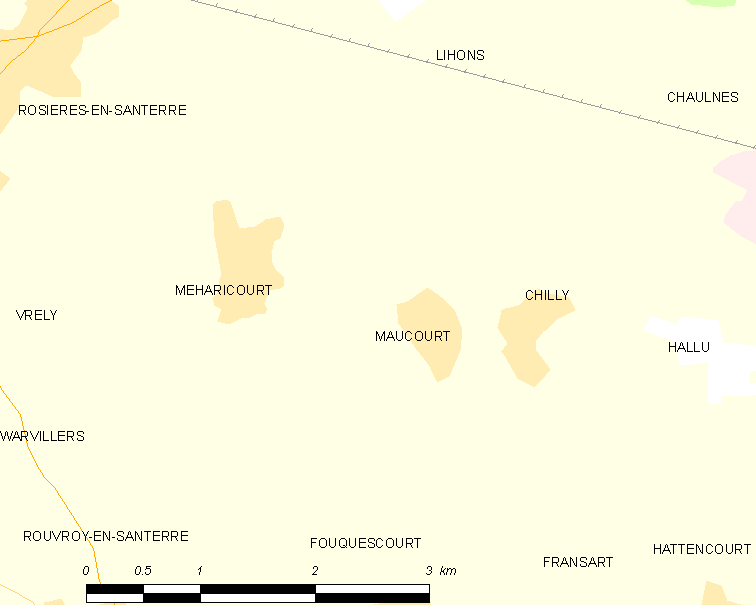

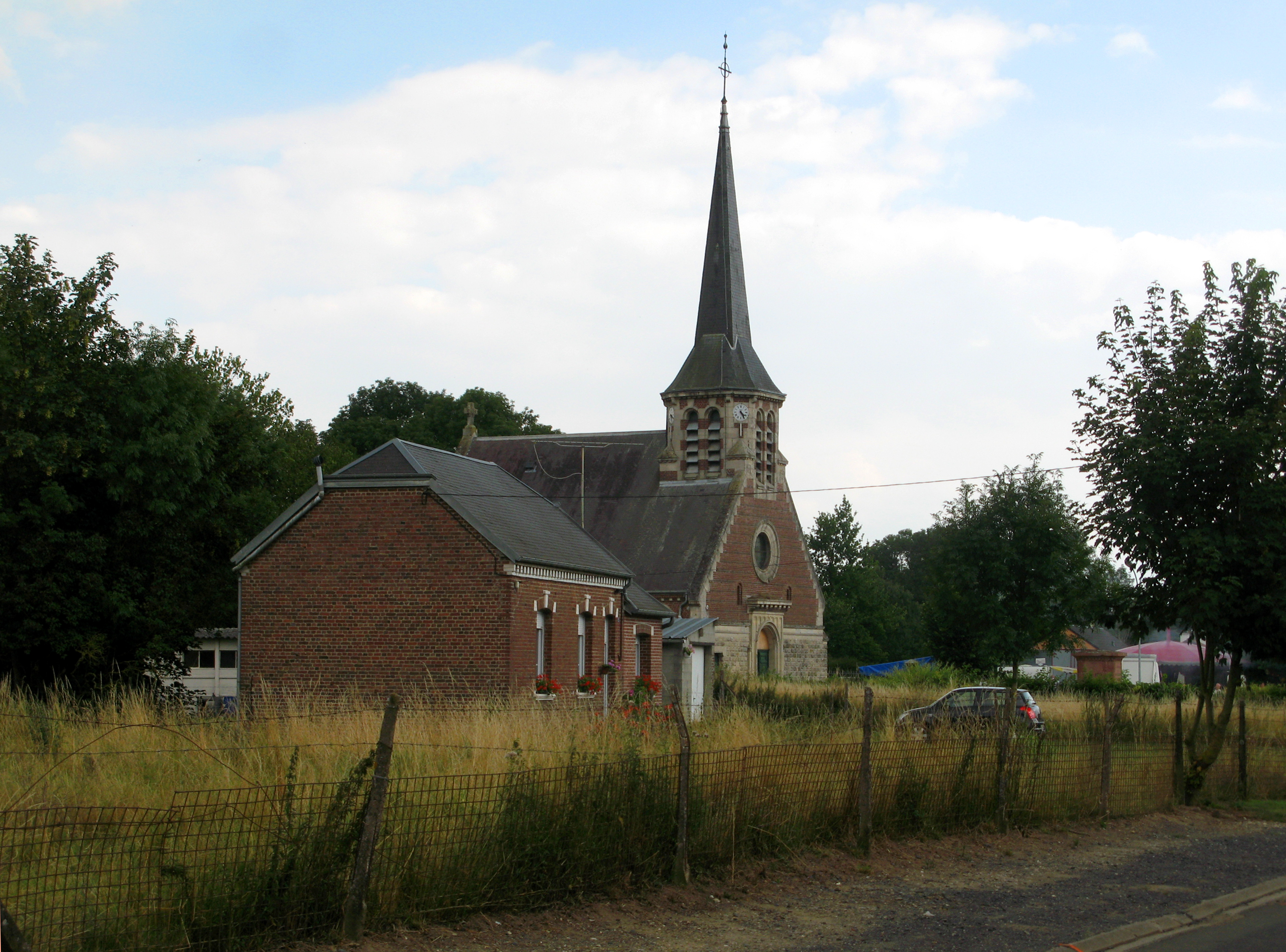

El 2007 la població de fet de Maucourt era de 150 persones. Hi havia 56 famílies de les quals 12 eren unipersonals (8 homes vivint sols i 4 dones vivint soles), 12 parelles sense fills, 28 parelles amb fills i 4 famílies monoparentals amb fills.
La població ha evolucionat segons el següent gràfic:
Habitants censats

### Habitatges
El 2007 hi havia 67 habitatges, 55 eren l'habitatge principal de la família, 6 eren segones residències i 6 estaven desocupats. Tots els 67 habitatges eren cases. Dels 55 habitatges principals, 41 estaven ocupats pels seus propietaris, 12 estaven llogats i ocupats pels llogaters i 2 estaven cedits a títol gratuït; 2 tenien dues cambres, 5 en tenien tres, 21 en tenien quatre i 27 en tenien cinc o més. 41 habitatges disposaven pel capbaix d'una plaça de pàrquing. A 30 habitatges hi havia un automòbil i a 20 n'hi havia dos o més.

### Piràmide de població

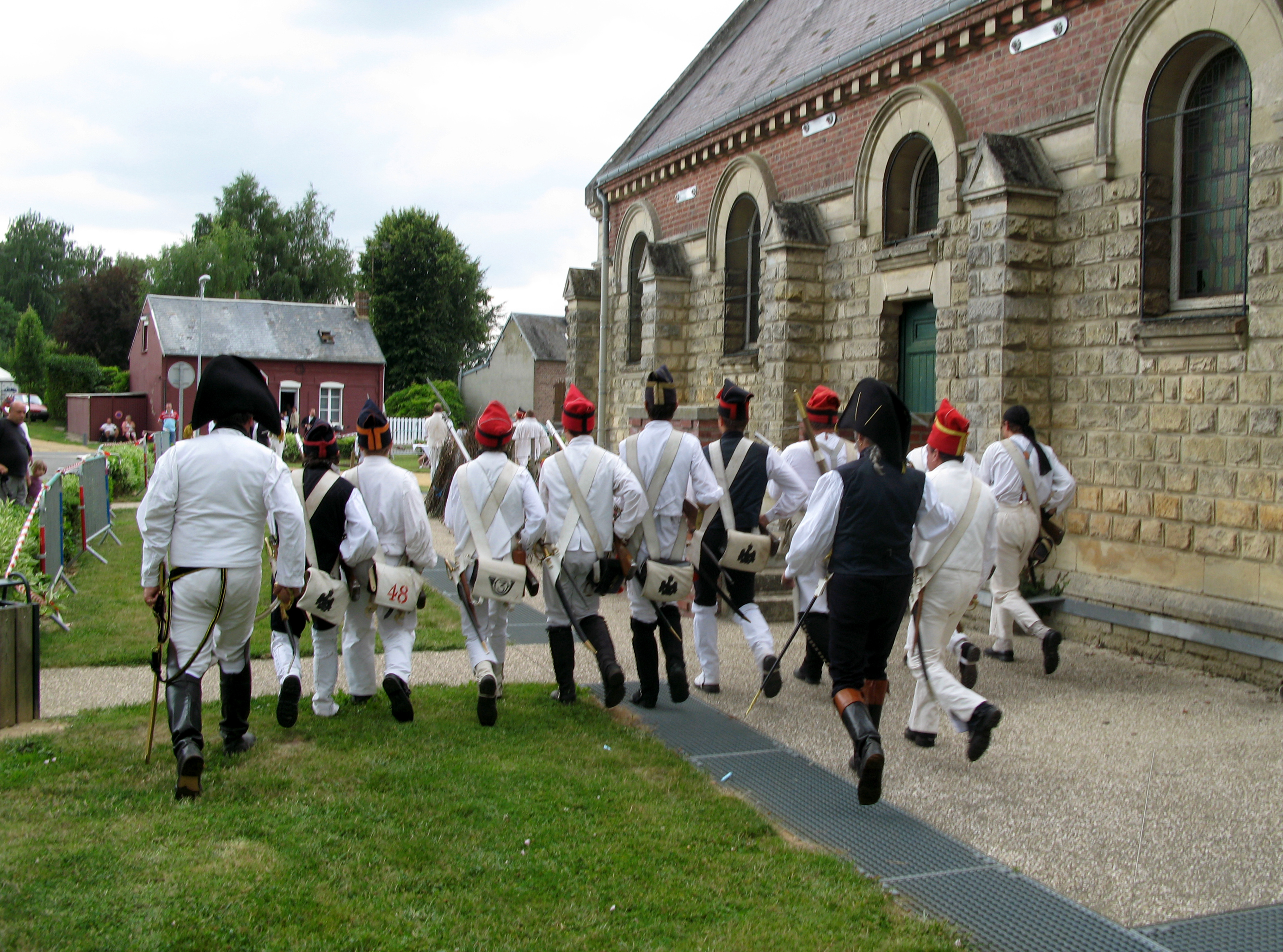

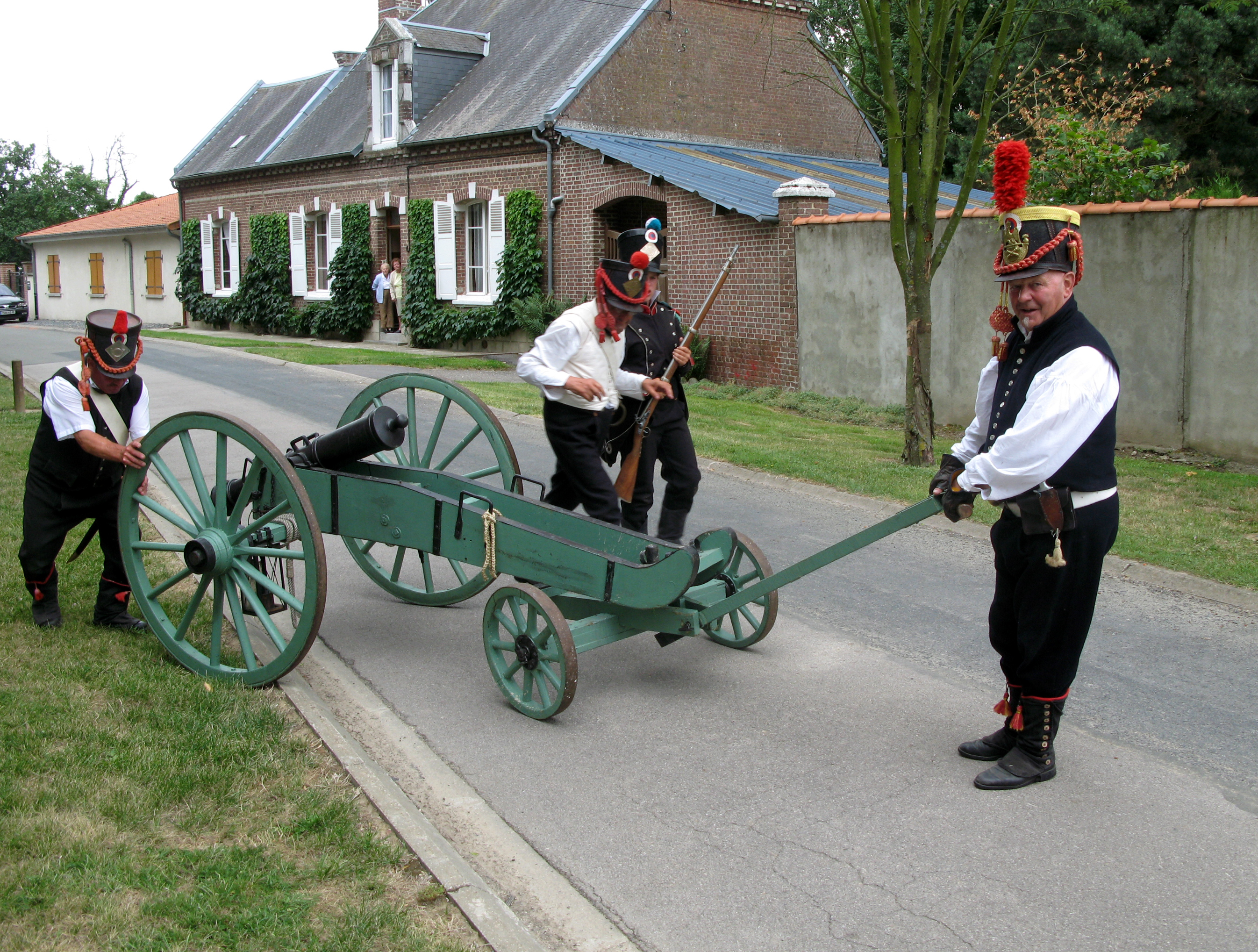

La piràmide de població per edats i sexe el 2009 era:
| Homes | Edats   | Dones |
| ----- | ------- | ----- |
| 0     | 95 o +  | 0     |
| 0     | 90 a 94 | 0     |
| 0     | 85 a 89 | 0     |
| 0     | 80 a 84 | 0     |
| 4     | 75 a 79 | 8     |
| 0     | 70 a 74 | 4     |
| 4     | 65 a 69 | 4     |
| 4     | 60 a 64 | 0     |
| 12    | 55 a 59 | 8     |
| 4     | 50 a 54 | 8     |
| 4     | 45 a 49 | 0     |
| 4     | 40 a 44 | 8     |
| 12    | 35 a 39 | 8     |
| 4     | 30 a 34 | 12    |
| 0     | 25 a 29 | 0     |
| 0     | 20 a 24 | 0     |
| 4     | 15 a 19 | 4     |
| 12    | 10 a 14 | 4     |
| 8     | 5 a 9   | 4     |
| 0     | 0 a 4   | 8     |

## Economia

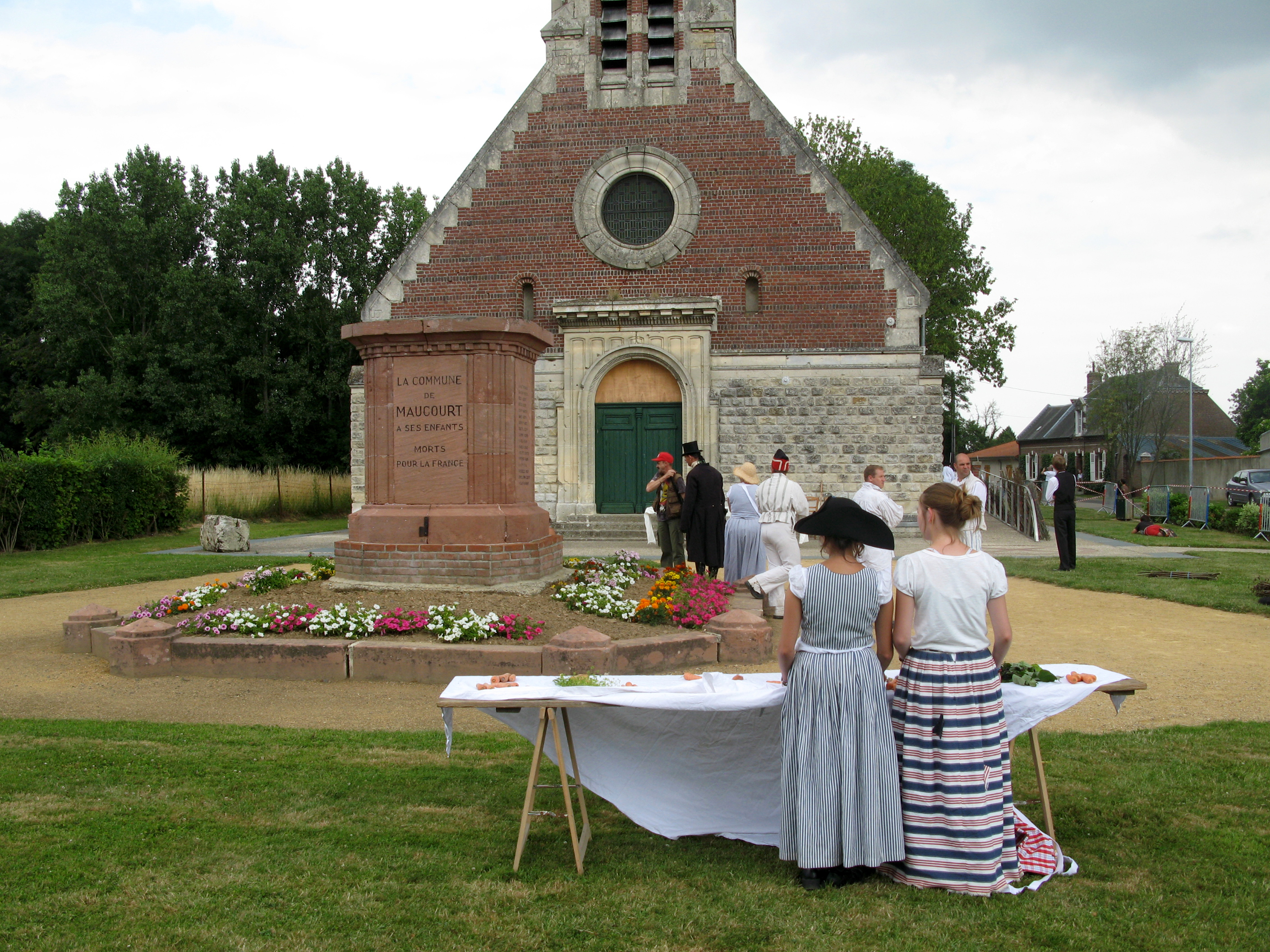

El 2007 la població en edat de treballar era de 91 persones, 64 eren actives i 27 eren inactives. De les 64 persones actives 56 estaven ocupades (33 homes i 23 dones) i 8 estaven aturades (3 homes i 5 dones). De les 27 persones inactives 8 estaven jubilades, 7 estaven estudiant i 12 estaven classificades com a «altres inactius».

### Ingressos

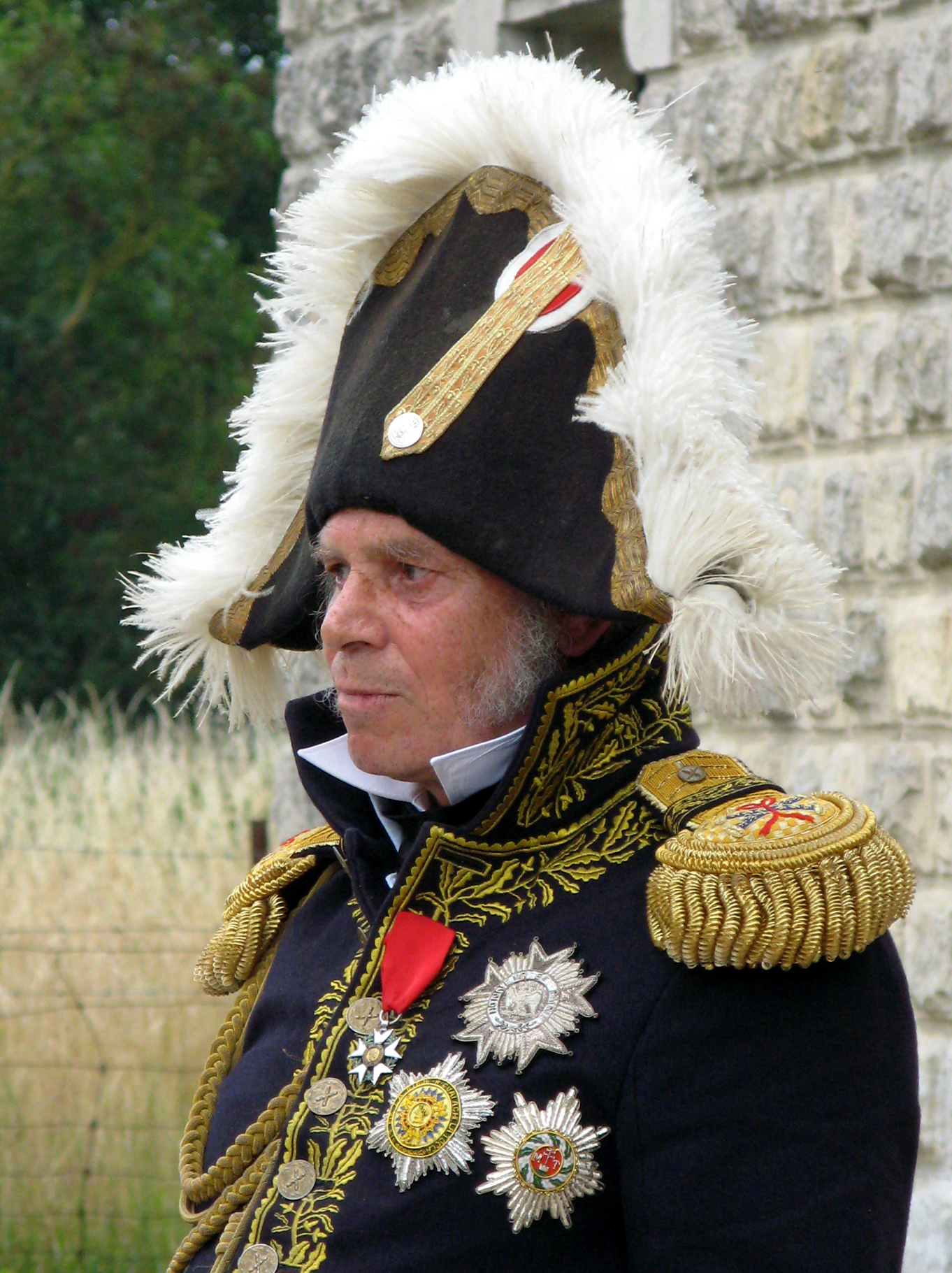
24 de juliol

El 2009 a Maucourt hi havia 59 unitats fiscals que integraven 156 persones, la mediana anual d'ingressos fiscals per persona era de 14.568 €.

### Activitats econòmiques
Dels 3 establiments que hi havia el 2007, 1 era d'una empresa de fabricació d'altres productes industrials, 1 d'una empresa de transport i 1 d'una entitat de l'administració pública.
L'únic servei als particulars que hi havia el 2009 era un taller de reparació d'automòbils i de material agrícola.
L'any 2000 a Maucourt hi havia 4 explotacions agrícoles que ocupaven un total de 416 hectàrees.

## Poblacions més properes

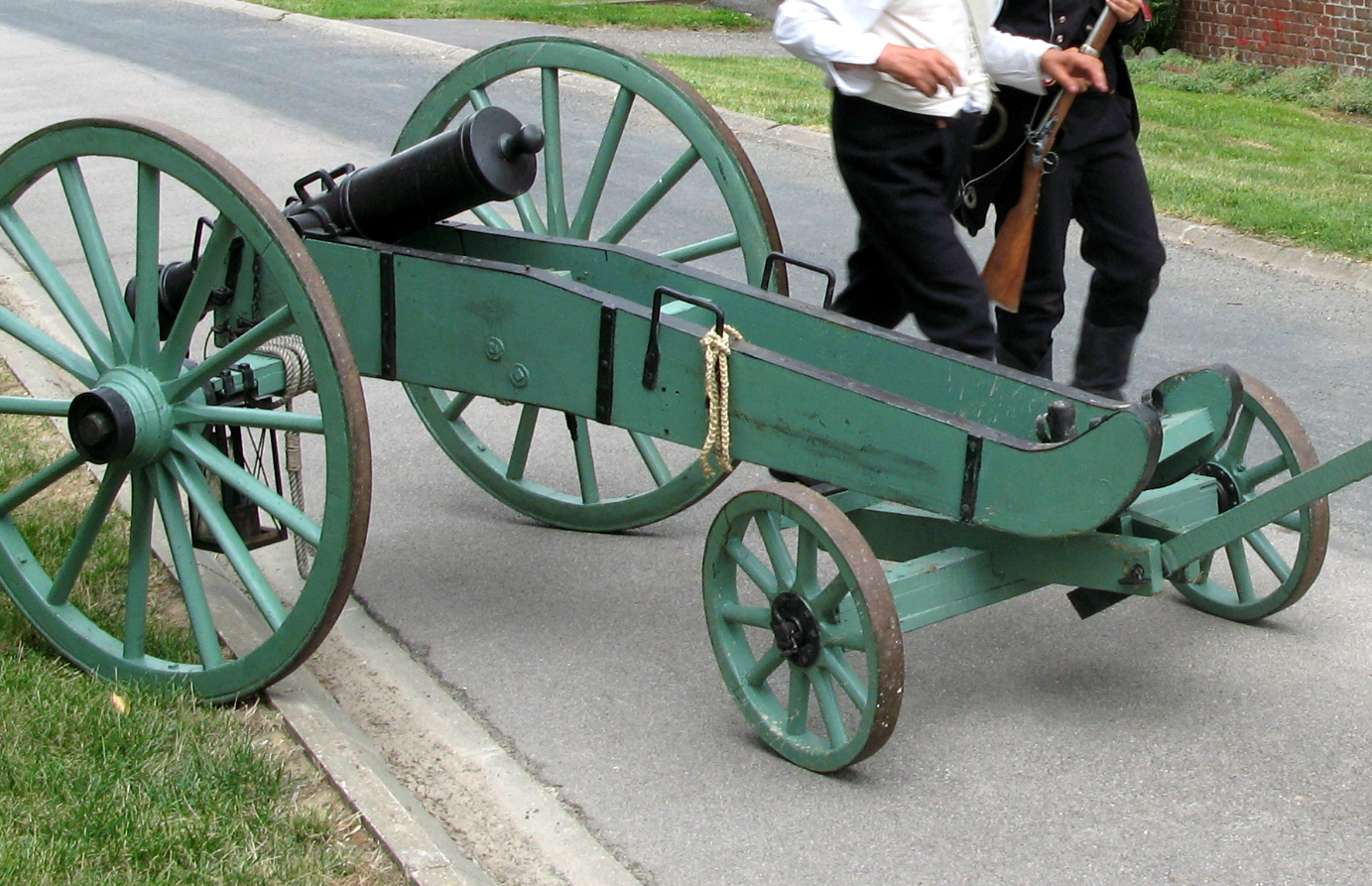

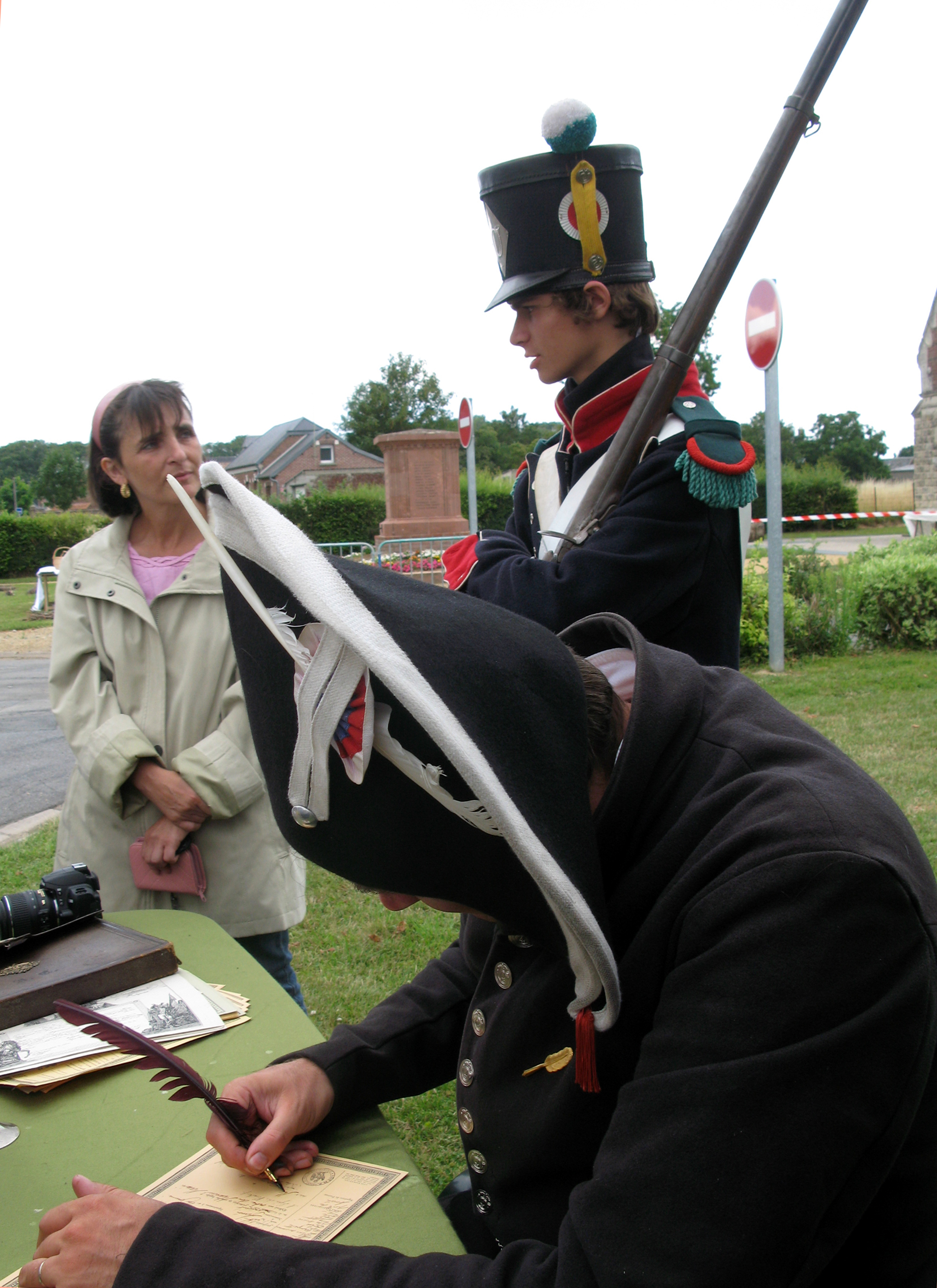

El següent diagrama mostra les poblacions més properes.